# Summenaktivität peripherer Deiodasen
Die Summenaktivität peripherer Deiodasen (GD, auch SPINA-GD) definiert die maximale Menge an Triiodthyronin, die im Gesamt-Organismus unter Bedingungen der Substratsättigung aus Thyroxin gebildet werden kann. Sie ist ein Näherungswert für die Aktivität von 5′-Deiodasen außerhalb des ZNS.
GD ist sowohl ein theoretisches Konzept, das in physiologischen Therorien der Schilddrüsenfunktion verwendet wird, als auch (als berechneter Parameter) ein Biomarker für die fortgeschrittene Diagnostik von Schilddrüsenerkrankungen.

## Bestimmung
In Zellkultursystemen kann die Deiodierungsleistung ermittelt werden, indem die T3-Produktion oder Iodfreisetzung unter Substratsättigung mit T4 gemessen wird.
In vivo wird SPINA-GD mit
{\displaystyle {\hat {G}}_{D}={{\beta _{31}(K_{M1}+[FT_{4}])(1+K_{30}[TBG])[FT_{3}]} \over {\alpha _{31}[FT_{4}]}}}
oder
{\displaystyle {\hat {G}}_{D}={{\beta _{31}(K_{M1}+[FT_{4}])[TT_{3}]} \over {\alpha _{31}[FT_{4}]}}}
aus den Serumkonzentrationen an TSH, freiem Thyroxin und freiem bzw. gebundenem Triiodthyronin berechnet.
Konstante Parameter der Gleichung sind:
{\displaystyle \alpha _{31}}: Verdünnungsfaktor für T3 (Kehrwert des scheinbaren Verteilungsvolumens, 0,026 l−1)

{\displaystyle \beta _{31}}: Clearance-Exponent für T3 (8e-6 sec−1), d. h., Geschwindigkeitskonstante für Abbau

KM1: Affinität der Typ-1-Deiodase (5e-7 mol/l)

K30: Affinität T3-TBG (2e9 l/mol)

### Referenzbereiche
| Untergrenze | Obergrenze | Maßeinheit |
| ----------- | ---------- | ---------- |
| 20          | 40         | nmol/s     |

Die Gleichungen und ihre Parameter sind kalibriert für erwachsene Menschen mit einer Körpermasse von 70 kg bzw. einem Blutplasmavolumen von etwa 2,5 Litern.

## Klinische Bedeutung
SPINA-GD korreliert bei Gesunden mit dem Body Mass Index und dem TSH-Spiegel. Sie ist reduziert im Falle eines Non-Thyroidal-Illness-Syndroms (NTIS) mit Hypodeiodierung. Auch bei bestimmten chronischen Erkrankungen wie einem Chronischen Fatigue-Syndrom (ME/CFS) ist SPINA-GD reduziert. Bei von einem Post-COVID-Syndrom (PASC) Betroffenen korreliert SPINA-GD 6 Monate nach der Infektion negativ mit dem FS-14-Score für die Fatigue.
Ein NTIS könnte auch ein Grund für Variationen der Deiodierungsleistung bei Personen, die aufgrund eines Karzinoms mit Immuncheckpoint-Inhibitoren behandelt werden, sein.
Bei Schwerverletzten, die ein Polytrauma erlitten haben, sagt SPINA-GD die Mortalität voraus. Dies gilt auch nach Korrektur um weitere bekannte Risikofaktoren wie Alter, APACHE II-Score und Plasmaproteinbindung von Schilddrüsenhormonen.
Bei Männern mit Hyperthyreose korrelieren sowohl SPINA-GT als auch SPINA-GD negativ mit erektiler Funktion und sexueller Zufriedenheit.
Bei bestimmten psychischen Erkrankungen, etwa bei endogener Depression, bipolarer Störung und Psychosen aus dem schizophrenen Formenkreis ist SPINA-GD geringer als bei gesunden Vergleichspersonen, Diese Beobachtung wird durch eine negative Korrelation zwischen SPINA-GD und Depressivitätsperzentilen in der Hospital Anxiety and Depression Scale (HADS) gestützt.
Eine Substitutionstherapie mit Selenomethionin führt bei Personen mit Autoimmunthyreopathie zu einem Anstieg der Step-Up-Deiodierungsleistung.
In einer Studie an über 300 Patienten, die substitutiv mit Levothyroxin behandelt wurden, erwies sich die Deiodierungsleistung darüber hinaus als unabhängiger Prädiktor für die Substitutionsdosis.
Bei latenter Thyreotoxikose ist die Dejodierungsleistung signifikant geringer, wenn diese auf einer Thyreotoxicosis factitia beruht als im Falle einer echten Hyperthyreose (also durch gesteigerte Aktivität der Schilddrüsenperoxidase, etwa bei M. Basedow oder Autonomie). SPINA-GD eignet sich daher offensichtlich als effektiver Biomarker für die Differentialdiagnose einer Thyreotoxikose.
Endokrine Disruptoren können stark auf die Aktivität von Step-Up-Deiodinasen wirken. Dafür sprechen z. B. positive Korrelationen von SPINA-GD mit den Cadmium- und Phthalatkonzentrationen im Urin, negative Korrelationen zur Quecksilber- und Bisphenol-A-Konzentration und nichtlineare Korrelation zur Konzentration per- und polyfluorierter Alkylverbindungen (PFAS).